# Yoigo
Yoigo (anteriorment Xfera) és el nom comercial sota el qual opera Xfera Móviles S.A., el quart operador de telefonia mòbil espanyol. Yoigo disposa de llicència i xarxa pròpia per a la tecnologia UMTS/3G/4G, i de dos acords d'itinerància nacional per utilitzar les xarxes GSM i UMTS de Movistar i la xarxa GSM de Vodafone en tot el país. L'acord prioritza la xarxa de Movistar.
Tot i que el seu llançament comercial es va dur a terme el desembre de l'any 2006, l'empresa es va fundar l'any 2000. A finals de 2008 tenia 760.000 clients aproximadament, i és la quarta operadora per nombre de línies al mercat català i espanyol. La previsió dels seus responsables d'aconseguir el milió de clients es va aconseguir el gener de 2009.
Els seus principals competidors són les altres tres empreses amb xarxa pròpia: Movistar, Vodafone i Orange i, entre els operadors mòbils virtuals Simyo, Carrefour Mòbil i Eroski Mòbil.

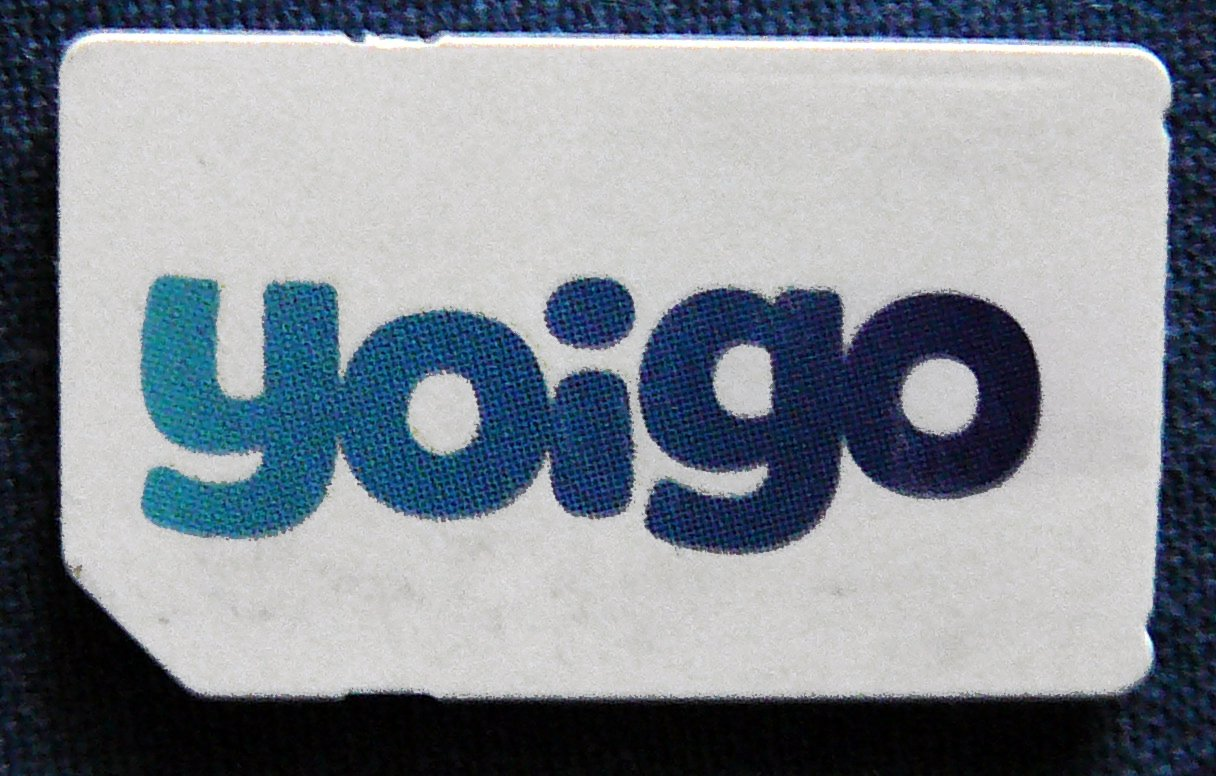
Targeta SIM de l'operadora

## Història

### De Xfera a Yoigo
Inicialment aquest operador anava a anomenar-se Xfera, un nom que es conserva avui en la seva denominació jurídica. Es va crear el 2000 per competir en concurs per una nova llicència UMTS a Espanya, que va acabar per guanyar. En aquells dies, els seus principals accionistes eren la companyia francesa Vivendi, la constructora espanyola ACS i l'operador de telefonia mòbil escandinau Sonera, posteriorment conegut com a TeliaSonera.